# Automobiles A.S.
Voiturettes Automobiles A.S. war ein französischer Hersteller von Automobilen.

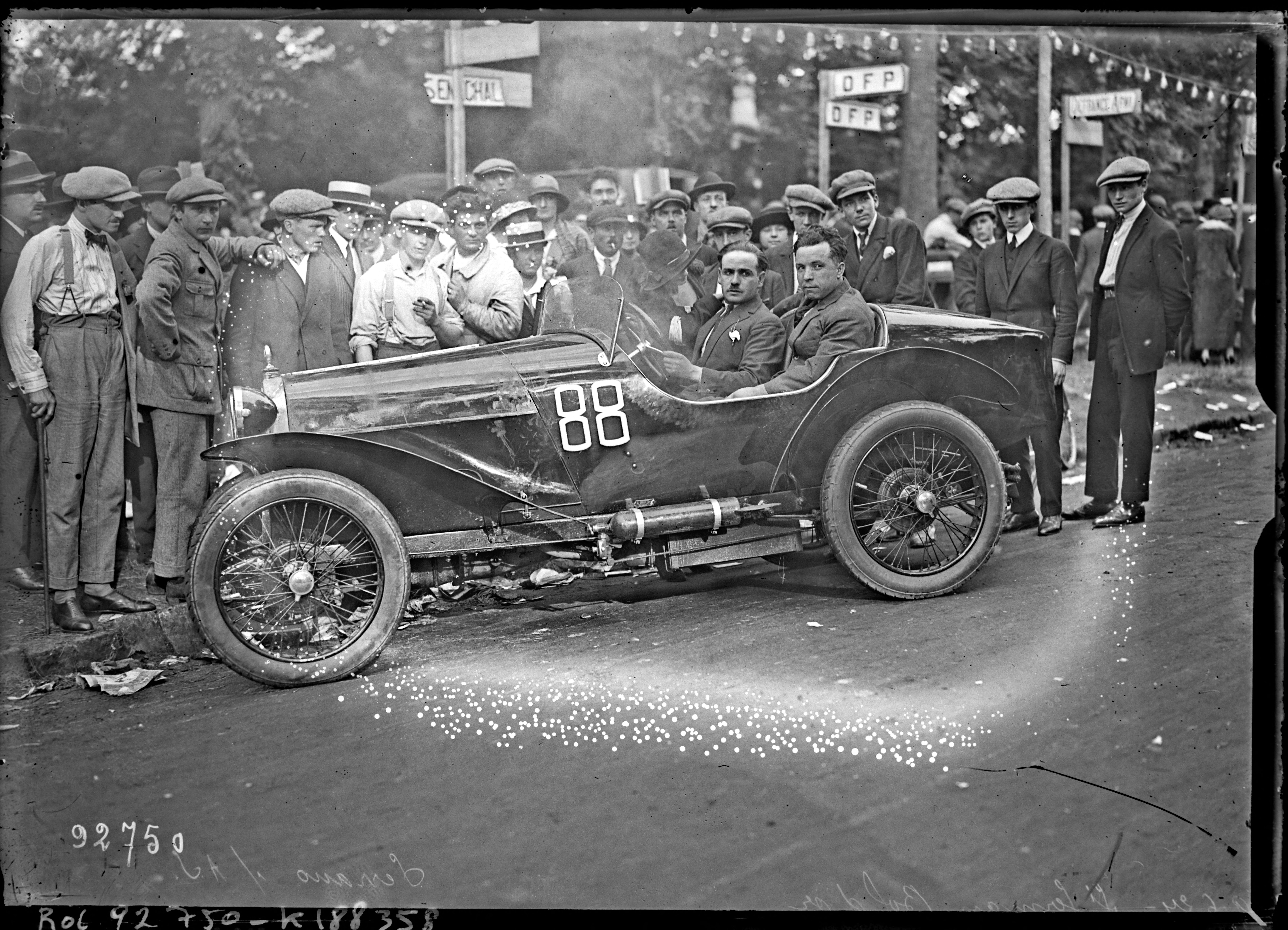
Der Rennfahrer Serrano in einem AS am 9. Juni 1924 auf dem circuit des Loges, forêt de Saint Germain

## Unternehmensgeschichte
Lucien Jeannin gründete 1919 das Unternehmen in Courbevoie. 1924 begann die Produktion von Automobilen. Der Markenname lautete AS. 1926 erfolgte der Umzug nach La Garenne-Colombes. 1928 endete die Produktion.

## Fahrzeuge
Hergestellt wurden kleine Sportwagen. Zum Einsatz kamen Einbaumotoren von Chapuis-Dornier und CIME. Ein Modell war mit einem Zweizylindermotor mit 1100 cm³ Hubraum ausgestattet.